# Roscoe Frank Sanford
Roscoe Frank Sanford (* 6. Oktober 1883 in Faribault (Minnesota); † 7. April 1958 in Pasadena (Kalifornien)) war ein US-amerikanischer Astronom.

## Leben
Roscoe Frank Sanford wurde am 6. Oktober 1883 als Sohn von Frank W. und Alberta Nichols Sanford in Faribault geboren. Er besuchte lokale Schulen seiner Heimatstadt und machte dann einen Bachelor-Abschluss an der University of Minnesota. Nach einem Jahr Lehrtätigkeit an einer Highschool war er von 1906 bis 1908 bei Richard Hawley Tucker Assistent am Lick-Observatorium. Während dieser Zeit hatte die Carnegie Institution for Science die Pläne von Lewis Boss zur Errichtung einer Beobachtungsstation auf der Südhalbkugel genehmigt und Sanford war einer von acht ausgewählten Hilfskräften in San Luis (Argentinien). Dort nahm er bis 1911 an der Bestimmung von Sternpositionen mittels eines Passageninstruments teil.
Nach einem kurzen Einsatz am Dudley Observatory kehrte er wieder nach Südamerika zurück, diesmal unter Joseph Haines Moore an die Südsternwarte des Lick-Observatoriums in Santiago de Chile. Dort wechselte er von der klassischen Positionsastronomie zur Fotografie von Sternspektren, hauptsächlich zur Bestimmung von Radialgeschwindigkeiten.
Es entstanden seine ersten Veröffentlichungen, etwa über die Umlaufbahnen des Doppelsternsystems Epsilon Volantis (tatsächlich ein Vierfachsystem), dessen Parallaxe er bestimmte, oder, zusammen mit Moore, über Eta Carinae.
Im Jahre 1917 wurde er an der University of California mit der Dissertation On some relations of the spiral nebulae to the Milky Way (Über einige Beziehungen der Spiralnebel zur Milchstraße) unter William Wallace Campbell und Heber Doust Curtis promoviert. Darin vertrat er die Ansicht, dass die Spiralnebel nicht zur Milchstraße gehörten und erklärte ihre Abwesenheit in der galaktischen Ebene durch die dortige höhere Absorption. Diese Ansicht sollte sich im Rahmen der sogenannten Shapley-Curtis-Debatte, bei der diese Arbeit unter vielen anderen aufgeführt wurde, bestätigen.
Nach ein paar Monaten 1917–1918 am Dudley Observatory wechselte er zum Mount-Wilson-Observatorium, wo er den Rest seiner Karriere verbrachte. Dort beschäftigte er sich mit Sternspektren und hatte dazu zahlreiche Veröffentlichungen seiner Untersuchungen, in denen er unter anderem Radialgeschwindigkeiten oder Umlaufbahnen von Doppelsternen analysierte. Einige dieser Arbeiten publizierte er gemeinsam mit Paul Willard Merrill oder Olin Chaddock Wilson. 1944 erstellte er einen Katalog von Radialgeschwindigkeiten von 283 Sternen mit Magnituden im Bereich 8 bis 13,5.
Seit 1917 war Sanford mit Mabel Aline Dyer verheiratet, aus der Ehe gingen fünf Kinder hervor.
Er war Mitglied der American Astronomical Society, der American Association for the Advancement of Science und der Astronomical Society of the Pacific, ferner war er in den Kommissionen 29 (Sternspektren) und 30 (Radialgeschwindigkeiten) der Internationalen Astronomischen Union tätig. 1949 trat er in den Ruhestand. Nach zwei Jahren geheimer Tätigkeit an der Naval Ordinance Test Station blieb er noch bis 1956 am Mount-Wilson-Observatorium aktiv. Roscoe Frank Sanford starb am 7. April 1958 nach langer Krankheit im Alter von 74 Jahren.

## Ehrungen
- 1944 war Stanford Präsident der Astronomical Society of the Pacific.[1]
- Im Jahre 1970 benannte die Internationale Astronomische Union den Mondkrater Sanford offiziell nach Roscoe Frank Sanford.[10]